# Jacques Stablinski
Pour les articles homonymes, voir Stablinski.
Jacques Stablinski (né le 11 août 1957 à Mortagne-du-Nord) est un coureur cycliste professionnel français, fils de Jean Stablinski.  
Sa performance majeure est sa victoire, à l'âge de 19 ans, dans le championnat de France amateurs disputé le 3 août 1975 à Callac, sous les couleurs de l'US Valenciennes et des cycles Gitane.  

## Palmarès
- Amateur
  - 1970-1978 : 80 victoires
- 1974
  - Championnat des Flandres
  - 20 victoires en cyclo-cross
- 1975
  -  Champion de France sur route amateurs
  - Championnat des Flandres
  - 3e des Trois Jours de Marcoing
- 1976
  - 3e de Paris-Roubaix amateurs
- 1978
  - Trois Jours de Marcoing :
    - Classement général
    - 1re étape

  - 3e du Circuit du Pévèle